# Квинт Цервидий Сцевола
Квинт Церви́дий Сце́вола (лат. Quintus Cervidius Scaevola; умер после 193, Рим, Римская империя) — крупный древнеримский юрист времён правления императоров Марка Аврелия и Септимия Севера.

## Биография
О родителях Квинта Цервидия в сохранившихся источниках нету никаких сведений. Известно лишь, что он происходил из эллинистического Востока, а его отец мог принадлежать к всадническому сословию (или уже сам Сцевола получил статус всадника). 
Своей карьерой Квинт Цервидий обязан труду адвоката. Начинал свою деятельность во времена правления Антонина Пия (138—161 годы). По приказу императора Марка Аврелия Сцевола вошёл в состав императорского совета. В 176 году становится городским префектом Рима. Одновременно Цервидий был личным советником императоров Марка Аврелия, Коммода и Септимия Севера по юридическим вопросам. Известен также как учитель Эмилия Папиниана.

## Юридическая деятельность
Из наследия Сцеволы известен труд «Digesta» (40 книг), «Quaestiones» («Вопросы», 20 книг), «Responso» («Правила», 4 книги), где содержались краткие суждения по различным правовым вопросам. От них сохранились небольшие отрывки.